# RyuKyu Koku Matsuri Daiko
O Ryukyu Koku Matsuri Daiko (琉球國祭り太鼓) é um grupo de sosaku eisa. Em tradução literal, "Tambores festivos do reino de Ryukyu”, o grupo foi fundado em Okinawa, província ao sul do Japão, em 1982.
O grupo formou-se pela união de jovens okinawanos em torno do ideal de manter viva a cultura e as tradições locais. Dentre as várias manifestações artísticas e culturais, foi o Eisá (エイサー) a base para que este ideal se concretizasse. Mas o grupo não se limitou apenas às músicas tradicionais, incluindo, em suas apresentações, ritmos contemporâneos e variados.
Atualmente a matriz do grupo em Okinawa é reconhecida pelo governo devido ao trabalho de cunho social que desenvolve com seus jovens. Por meio de manifestações artísticas em que são mescladas danças e músicas tradicionais da ilha, as coreografias e ritmos contemporâneos fazem uma espécie de fusão do tradicional com o moderno e, dessa forma, aproxima e revela às novas gerações a riqueza e a beleza da sua própria cultura, conservando e revigorando o chamado “espírito uchinanchu”.
O Ryukyukoku Matsuri Daiko possui hoje 10 filiais em Okinawa, 36 no restante do Japão e 10 filiais exteriores, que estão localizadas nos Estados Unidos (Los Angeles e Havaí), Brasil, Argentina, Peru, Bolívia e México.

## Ryukyukoku Matsuri Daiko Brasil
No Brasil, sob a regência do sensei Naohide Urasaki desde 1995, o Ryukyukoku Matsuri Daiko-Brasil também exerce o papel de sua matriz, levando aos nossos membros e àqueles que assistem às apresentações um pouco daquilo que todo uchinanchu tem: a alegria, o respeito aos mais velhos, a consciência de que tudo que temos hoje é graças àqueles que nos antecederam, a beleza de nossa cultura representada não apenas pelas roupas coloridas, músicas ou coreografias mas pelo sentimento que tudo isso nos traz.
Existem 10 filiais do Matsuri-Daiko no Brasil. 4 delas situadas em São Paulo capital, uma em Guarulhos (SP), uma em Campinas (SP), uma em Brasília (DF), uma em Campo Grande (MS), uma em Curitiba (PR) e uma em Londrina (PR).
Em Outubro de 2012, o grupo contava com cerca de 2500 membros, sendo o Brasil a filial mais populosa, com cerca de 600 membros.